# Навроцький Степан
Степан Навроцький (1 січня 1922, село Залуква, Гміна Блюдники, Станиславівський повіт, Станиславівське воєводство Польська Республіка — 1 квітня 1944, село Соколів) — український стигматик, що був обдарований усіма Христовими Ранами, включно з ранами від тернового вінця, та багатьма іншими містичними дарами.

## Життєпис
Народився в селі Залуква біля Галича (нині Івано-Франківської області). Сім'я селянська, мати полька, хрещена в костелі. Степан, найстарший із дітей і його три сестри, з яких наймолодша померла скоро після народження, були хрещені в церкві. Степан, як кажуть на селі, був «назначений» ще з дитинства.
Як усі діти на селі — ходив до школи, пас корови, вчився в школі з перервами. Після приходу радянської армії через деякий час працював на залізниці у Станиславові (нині — Івано-Франківськ). У 1940 році, коли повертався ввечері додому, у його селі, біля каплиці, з'явилася перед ним ясність чи світло, а згодом перед самою каплицею побачив він дідуся, якому сказав: «Слава Ісусу Христу». Дідусь, а мав це бути апостол св. Петро, повів його до каплиці (двері якої були зачинені, проте самі відчинилися), прийняв від нього присягу і відпустив його додому. Про зустріч та присягу Степан повинен був зразу розповісти батькам, але вони вже спали, коли він повернувся додому, і тому того дня чи вечора він нічого не розповів. Більше на роботу на залізницю він не пішов. З цього часу почалася його, спочатку скромна та з часом щораз більше викристалізувана місія стигматика.
У рідному селі Степан, від часу присяги в каплиці, лише «завмирав», як розповідає молодша від нього на п'ять років сестра Юлія. У зв'язку з «завмиранням» до Залукви почали приходити люди з ближчих і дальших сіл. Вони чули з його уст слова про Бога, церкву, релігію.
Цими подіями скоро зацікавилася влада. Степана неодноразово арештовували, брали на «перевиховання».
У рідному селі, як уже було сказано, явища, пов'язані з майбутньою повною стигматизацією, обмежувалися його «завмиранням», голосами ангела з його уст, виходом його душі із тіла, інформацією про майбутнє та віддалене.

Могила Степана Навроцького (с. Ракобовти, Золочівський р-н, Львівська обл.)

У 1941 році за стараннями двох абсольвентів Греко-католицької богословської академії Богдана Казимири та Антона Будзана Степан Навроцький переїхав зі Залукви до Львова, де у нього, 19-тирічного юнака, повністю розкрилися всі дари стигматизації.
Степан Навроцький був замордований невідомим злочинцем 1 квітня 1944 року. Його понівечене тіло знайдено через два тижні на полі між селами Малі Нагірці і Соколів біля с. Желехів (нині с. Великосілки) Львівського району. Похований 16 квітня 1944 року, на сам Великдень, у с. Ракобовти біля Буська, Львівської області.